# Hodějice
Hodějice är en ort i Tjeckien.   Den ligger i regionen Södra Mähren, i den östra delen av landet, 210 km sydost om huvudstaden Prag. Hodějice ligger 207 meter över havet och antalet invånare är 843.
Terrängen runt Hodějice är huvudsakligen platt. Hodějice ligger nere i en dal. Runt Hodějice är det ganska tätbefolkat, med 62 invånare per kvadratkilometer. Närmaste större samhälle är Vyškov, 16,3 km norr om Hodějice. I omgivningarna runt Hodějice växer i huvudsak blandskog.